# 鄭州駅
鄭州駅（ていしゅうえき、中文表記: 郑州火车站、正体字: 鄭州火車站）は中華人民共和国河南省鄭州市二七区にある中国鉄路総公司（CR）鄭州鉄路局が管轄する駅である。南北と東西を走る二大幹線が交差する中国鉄道の要衝である。

## 駅構造
単式ホーム1面、島式ホーム6面を持つ地上駅である。

## 所属路線
- 中国鉄路総公司
  - 京広線：北京西駅起点より689km、広州駅終点まで1,605km
  - 隴海線：連雲駅起点より572km、蘭州駅終点まで1,187km
- 鄭州地下鉄

■1号線

## 利用状況
本駅は京広線、隴海線の旅客を扱う特等駅である。2009年4月現在、304本の旅客列車が発着し、47本の始発列車がある。すぐ南に車輌基地があり、北には広大な操車場の鄭州北駅があり、貨物は圃田西駅（元鄭州東駅）で扱う。なお、新鄭州駅が2020年完成予定である。

## 駅周辺
- 天泉大飯店
- 格林蘭大酒店
- 金龍大酒店
- 中原大厦
- 長距離バスターミナル
- 鄭州飯店
- 紅珊瑚酒店
- 金陽光大酒店
- 火車站地区

## 歴史

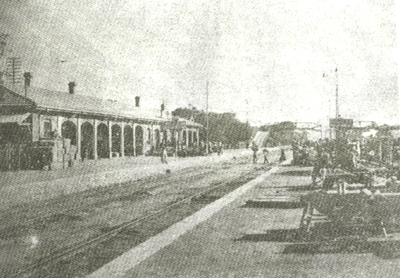
1923年の鄭州駅（平漢線）

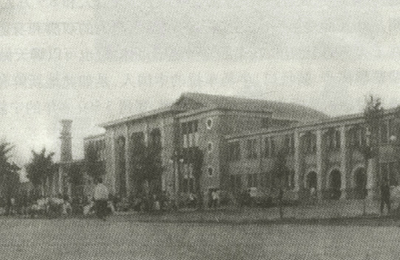
1954年の鄭州駅

- 1904年（光緖30年） - 蘆漢線（後の平漢線・京広線）盧溝橋～漢口の開通に伴い開業した[3]。
- 1914年 - 隴海線の開封～洛陽間が開通し、接続駅となった[3]。
- 1913年3月1日 - 全国的に州を県に変更したのに伴い鄭県駅と改名した[4]。
- 1932年9月 - 貨物駅部分を建設開始した[4]。
- 1949年3月11日 - 鄭州鉄路管理局が成立した[4]。
- 1949年5月 - 平漢線の駅（南駅）と隴海線の駅（北駅）を合併させて一つの鄭州総駅とした[4]。
- 1951年3月 - 一等駅となった[4]。
- 1952年 - 分岐器を電動とした[4]。
- 1953年 - 駅の改築拡張工事を開始した[5]。
- 1953年8月 - 貨物扱い部分を鄭州の二里崗に建設し鄭州東駅とした[4]。
- 1955年 - 特等駅となった[4]。
- 1956年 - 駅の改築拡張工事が終了した。操車場と貨物駅を分離した[5]。
- 1988年 - 再び改築拡張工事を開始した[3]。
- 1999年12月28日 - 主駅舎を使用開始し、改築拡張工事が終了した[3]。
- 2012年 - 貨物を扱う鄭州東駅が高速鉄道の鄭州東駅新設に伴い、新駅に名前を譲るために圃田西駅へと改名した[6]。
- 2013年12月28日 - 鄭州地下鉄1号線が開通。

## 隣の駅
中国鉄路総公司
京広線
東双橋駅 - 鄭州北駅（操） - 鄭州駅 - 鄭州南駅
隴海線
中原駅 - 鄭州北駅（操） - 鄭州駅 - 圃田西駅
鄭州地下鉄
■1号線
医学院駅 - 鄭州火車駅 - 二七広場駅